# Гюнтер I фон Шваленберг
Гюнтер фон Шваленберг (на немски: Günther von Schwalenberg; † 25 май 1311) от фамилията на графовете на Шваленберг, е като Гюнтер I архиепископ на Магдебург (1277 – 1278) и епископ на Падерборн (1307 – 15 май 1310).

## Живот
Той е по-малък син на граф Фолквин IV фон Шваленберг († пр. 1255) и съпругата му Ерменгард фон Шварцбург († 1274), дъщеря на граф Хайнрих II фон Шварцбург († 1236). Брат е на Фолквин V фон Шваленберг, епископ на Минден (1275 – 1293), и Конрад II фон Щернберг, архиепископ на Магдебург (1266 – 1277).
От 1268 г. Гюнтер е катедрален каноник в Магдебург. През 1277 г. е избран за архиепископ на Магдебург. Маркграф Ото IV фон Бранденбург иска да постави на този пост брат си Ерих фон Бранденбург и се съюзява със саксонския херцог против Гюнтер, но на 10 януари 1278 г. е победен в битка от Гюнтер и жителите на Магдебург. През март 1278 г. Гюнтер се отказва от службата си.
През 1307 г. Гюнтер става епископ на Падерборн и се отказва през 1310 г. Вероятно той се оттегля в манастира в Мариенмюнстер, където вероятно е погребан.